# Charles Plazanet
Pour les articles homonymes, voir Plazanet.
Charles Plazanet, né le 13 décembre 1773 à Chouzioux, hameau de Peyrelevade (Limousin) et mort le 5 août 1868 à Douai (Nord), est un homme politique et mécanicien français.

## Biographie
Charles Plazanet naît le 13 décembre 1773 à Chouzioux, hameau de Peyrelevade. Il est le fils de Louis Plazanet, notaire royal, et de son épouse, Jeanne Lombard, et le frère du conventionnel Antoine Plazanet.
Diplômé de l'École aérostatique, il fait partie de l'expédition d'Égypte. Il termine sa carrière comme lieutenant colonel du génie.
Capitaine du génie en Égypte, il s'occupe particulièrement des aérostiers.
Il est député de la Corrèze de 1831 à 1834, siégeant dans la majorité soutenant les ministères de la monarchie de Juillet.
Il est aussi chevalier de Saint-Louis.

## Sources
- « Charles Plazanet », dans Adolphe Robert et Gaston Cougny, Dictionnaire des parlementaires français, Edgar Bourloton, 1889-1891 [détail de l’édition]